# Egyptisch voetbalelftal (mannen)
Het Egyptisch voetbalelftal, bijgenaamd De Farao's, is een team van voetballers dat Egypte vertegenwoordigt bij internationale wedstrijden zoals wedstrijden voor het WK en de Afrika Cup.
De Egyptische voetbalbond werd in 1921 opgericht en is aangesloten de CAF en de FIFA (sinds 1923). Het Egyptisch voetbalelftal behaalde in september 2010 met de 9e plaats de hoogste positie op de FIFA-wereldranglijst, in februari 2013 werd met de 70e plaats de laagste positie bereikt.

## Deelnames aan internationale toernooien
Egypte was in 1934 het eerste Afrikaanse land op het Wereldkampioenschap, pas in 1970 was Marokko het tweede land dat Afrika op een WK-eindronde vertegenwoordigde. Het kampioenschap van 1934 zou voor Egypte eindigen in de eerste ronde. Er wordt op 27 mei 1934 tegen Hongarije gespeeld. De wedstrijd wordt verloren met 2–4. De beide goals voor Egypte worden gemaakt door Abdulrahman Fawzi. Op het WK van 1990 was Egypte voor de tweede keer present op het eindtoernooi. Dit keer komt het land terecht in een poule met Engeland, Ierland en Nederland. Tegen Nederland wordt met 1–1 gelijkgespeeld en ook tegen Ierland wordt het gelijk (0–0). De laatste wedstrijd tegen Engeland wordt verloren (0–1). Egypte won het toernooi om de Afrika Cup een aantal keer waardoor het twee keer mee kon doen aan de Confederations Cup.
Op zondag 8 oktober 2017 leidde Mohamed Salah, aanvaller in dienst van Liverpool, zijn vaderland Egypte met twee doelpunten tegen Congo (2-1) naar het Wereldkampioenschap voetbal 2018 in Rusland. Het Noord-Afrikaanse land was in 1990 voor het laatst actief op een WK-eindronde. "Ik heb hier geen woorden voor", stamelde Salah, die voor ongekende feestvreugde zorgde in Egypte. "Dit is voor mij een droom die uitkomt. Ik wilde ooit nog eens een WK meemaken, of het nou als speler of fan van Egypte was. Ik ben er trots op dat ik de Egyptenaren zo blij heb gemaakt met mijn doelpunten."
Een dag na de kwalificatie werden de spelers van Egypte ontvangen door president Abdul Fatah al-Sisi. De voetballers krijgen ieder een bonus van 85.000 dollar (72.350 euro) voor het bereiken van de eindronde.

### Wereldkampioenschap
| Wereldkampioenschap voetbal overzicht | Wereldkampioenschap voetbal overzicht | Wereldkampioenschap voetbal overzicht | Wereldkampioenschap voetbal overzicht | Wereldkampioenschap voetbal overzicht | Wereldkampioenschap voetbal overzicht | Wereldkampioenschap voetbal overzicht | Wereldkampioenschap voetbal overzicht | Wereldkampioenschap voetbal overzicht |
| Jaar                                  | Ronde                                 | Wed.                                  | W                                     | G                                     | V                                     | DV                                    | DT                                    | Kwal                                  |
| ------------------------------------- | ------------------------------------- | ------------------------------------- | ------------------------------------- | ------------------------------------- | ------------------------------------- | ------------------------------------- | ------------------------------------- | ------------------------------------- |
| 1934                                  | Eerste ronde                          | 1                                     | 0                                     | 0                                     | 1                                     | 2                                     | 4                                     | (Kwal.)                               |
| 1938                                  | Teruggetrokken                        | Teruggetrokken                        | Teruggetrokken                        | Teruggetrokken                        | Teruggetrokken                        | Teruggetrokken                        | Teruggetrokken                        | Teruggetrokken                        |
| 1950                                  | Geen deelname                         | Geen deelname                         | Geen deelname                         | Geen deelname                         | Geen deelname                         | Geen deelname                         | Geen deelname                         | Geen deelname                         |
| 1954                                  | Niet gekwalificeerd                   | Niet gekwalificeerd                   | Niet gekwalificeerd                   | Niet gekwalificeerd                   | Niet gekwalificeerd                   | Niet gekwalificeerd                   | Niet gekwalificeerd                   | Niet gekwalificeerd                   |
| 1958                                  | Teruggetrokken                        | Teruggetrokken                        | Teruggetrokken                        | Teruggetrokken                        | Teruggetrokken                        | Teruggetrokken                        | Teruggetrokken                        | Teruggetrokken                        |
| 1962                                  | Teruggetrokken                        | Teruggetrokken                        | Teruggetrokken                        | Teruggetrokken                        | Teruggetrokken                        | Teruggetrokken                        | Teruggetrokken                        | Teruggetrokken                        |
| 1966                                  | Teruggetrokken                        | Teruggetrokken                        | Teruggetrokken                        | Teruggetrokken                        | Teruggetrokken                        | Teruggetrokken                        | Teruggetrokken                        | Teruggetrokken                        |
| 1970                                  | Geen deelname                         | Geen deelname                         | Geen deelname                         | Geen deelname                         | Geen deelname                         | Geen deelname                         | Geen deelname                         | Geen deelname                         |
| 1974                                  | Niet gekwalificeerd                   | Niet gekwalificeerd                   | Niet gekwalificeerd                   | Niet gekwalificeerd                   | Niet gekwalificeerd                   | Niet gekwalificeerd                   | Niet gekwalificeerd                   | Niet gekwalificeerd                   |
| 1978                                  | Niet gekwalificeerd                   | Niet gekwalificeerd                   | Niet gekwalificeerd                   | Niet gekwalificeerd                   | Niet gekwalificeerd                   | Niet gekwalificeerd                   | Niet gekwalificeerd                   | Niet gekwalificeerd                   |
| 1982                                  | Niet gekwalificeerd                   | Niet gekwalificeerd                   | Niet gekwalificeerd                   | Niet gekwalificeerd                   | Niet gekwalificeerd                   | Niet gekwalificeerd                   | Niet gekwalificeerd                   | Niet gekwalificeerd                   |
| 1986                                  | Niet gekwalificeerd                   | Niet gekwalificeerd                   | Niet gekwalificeerd                   | Niet gekwalificeerd                   | Niet gekwalificeerd                   | Niet gekwalificeerd                   | Niet gekwalificeerd                   | Niet gekwalificeerd                   |
| 1990                                  | Groepsfase                            | 3                                     | 0                                     | 2                                     | 1                                     | 1                                     | 2                                     | (Kwal.)                               |
| 1994                                  | Niet gekwalificeerd                   | Niet gekwalificeerd                   | Niet gekwalificeerd                   | Niet gekwalificeerd                   | Niet gekwalificeerd                   | Niet gekwalificeerd                   | Niet gekwalificeerd                   | Niet gekwalificeerd                   |
| 1998                                  | Niet gekwalificeerd                   | Niet gekwalificeerd                   | Niet gekwalificeerd                   | Niet gekwalificeerd                   | Niet gekwalificeerd                   | Niet gekwalificeerd                   | Niet gekwalificeerd                   | Niet gekwalificeerd                   |
| 2002                                  | Niet gekwalificeerd                   | Niet gekwalificeerd                   | Niet gekwalificeerd                   | Niet gekwalificeerd                   | Niet gekwalificeerd                   | Niet gekwalificeerd                   | Niet gekwalificeerd                   | Niet gekwalificeerd                   |
| 2006                                  | Niet gekwalificeerd                   | Niet gekwalificeerd                   | Niet gekwalificeerd                   | Niet gekwalificeerd                   | Niet gekwalificeerd                   | Niet gekwalificeerd                   | Niet gekwalificeerd                   | Niet gekwalificeerd                   |
| 2010                                  | Niet gekwalificeerd                   | Niet gekwalificeerd                   | Niet gekwalificeerd                   | Niet gekwalificeerd                   | Niet gekwalificeerd                   | Niet gekwalificeerd                   | Niet gekwalificeerd                   | Niet gekwalificeerd                   |
| 2014                                  | Niet gekwalificeerd                   | Niet gekwalificeerd                   | Niet gekwalificeerd                   | Niet gekwalificeerd                   | Niet gekwalificeerd                   | Niet gekwalificeerd                   | Niet gekwalificeerd                   | Niet gekwalificeerd                   |
| 2018                                  | Groepsfase                            | 3                                     | 0                                     | 0                                     | 3                                     | 2                                     | 6                                     | (Kwal)                                |
| 2022                                  | Niet gekwalificeerd                   | Niet gekwalificeerd                   | Niet gekwalificeerd                   | Niet gekwalificeerd                   | Niet gekwalificeerd                   | Niet gekwalificeerd                   | Niet gekwalificeerd                   | Niet gekwalificeerd                   |
| 2026                                  | kwalificatie                          | kwalificatie                          | kwalificatie                          | kwalificatie                          | kwalificatie                          | kwalificatie                          | kwalificatie                          | kwalificatie                          |

### Confederations Cup
| FIFA Confederations Cup overzicht | FIFA Confederations Cup overzicht | FIFA Confederations Cup overzicht | FIFA Confederations Cup overzicht | FIFA Confederations Cup overzicht | FIFA Confederations Cup overzicht | FIFA Confederations Cup overzicht | FIFA Confederations Cup overzicht | FIFA Confederations Cup overzicht |
| Jaar                              | Ronde                             | Wed.                              | W                                 | G                                 | V                                 | DV                                | DT                                |                                   |
| --------------------------------- | --------------------------------- | --------------------------------- | --------------------------------- | --------------------------------- | --------------------------------- | --------------------------------- | --------------------------------- | --------------------------------- |
| 1999                              | Groepsfase                        | 3                                 | 0                                 | 2                                 | 1                                 | 5                                 | 9                                 |                                   |
| 2009                              | Groepsfase                        | 3                                 | 1                                 | 0                                 | 2                                 | 4                                 | 7                                 |                                   |

### Afrikaans kampioenschap
Met zeven titels staan de De Farao's bovenaan in de lijst met succesvolste teams op dit continentale kampioenschap. Het won de twee eerste edities van het toernooi. In 1957 (finale tegen Ethiopië, 4–0) en 1959 (eerste in groep). Daarna bereikte het ook in 1962 de finale maar verloor ditmaal van Ethiopië met 2–4. Daarna was het tot 1986 tot Egypte weer de finale bereikte. Dit keer waren strafschoppen nodig om het toernooi te winnen (tegen Kameroen). In 1998 won Egypte van Zuid-Afrika in de finale. Tussen 2006 en 2010 werd Egypte 3 keer achter elkaar winnaar van het toernooi. Ook tegen Ivoorkust in 2006 waren strafschoppen nodig nadat de wedstrijd in reguliere tijd en verlenging 0–0 was gebleven. In 2008 werd door een goal van Mohamed Abo Treka in de 76e minuut gewonnen met 1–0 van Kameroen. Diezelfde uitslag was er twee jaar later, toen in de finale Ghana werd verslagen (doelpuntenmaker was invaller Mohamed Nagy). Dat toernooi was Egypte overigens ongeslagen. Voor de drie toernooien die daarna werden georganiseerd wist Egypte zich niet te plaatsen. Bij de editie van 2017 gaan ze als groepswinnaar naar de kwartfinale. Keeper El Hadary zette een record door als oudste speler in de geschiedenis deel te nemen aan de Afrika Cup.
| Afrikaans kampioenschap voetbal overzicht | Afrikaans kampioenschap voetbal overzicht | Afrikaans kampioenschap voetbal overzicht | Afrikaans kampioenschap voetbal overzicht | Afrikaans kampioenschap voetbal overzicht | Afrikaans kampioenschap voetbal overzicht | Afrikaans kampioenschap voetbal overzicht | Afrikaans kampioenschap voetbal overzicht | Afrikaans kampioenschap voetbal overzicht |
| Jaar                                      | Ronde                                     | Wed.                                      | W                                         | G                                         | V                                         | DV                                        | DT                                        | Kwal                                      |
| ----------------------------------------- | ----------------------------------------- | ----------------------------------------- | ----------------------------------------- | ----------------------------------------- | ----------------------------------------- | ----------------------------------------- | ----------------------------------------- | ----------------------------------------- |
| 1957                                      | Kampioen                                  | 2                                         | 2                                         | 0                                         | 0                                         | 6                                         | 1                                         |                                           |
| Spelend als Verenigde Arabische Republiek |                                           |                                           |                                           |                                           |                                           |                                           |                                           |                                           |
|                                           | Kampioen                                  | 2                                         | 2                                         | 0                                         | 0                                         | 6                                         | 1                                         |                                           |
| 1959                                      | Kampioen                                  | 2                                         | 2                                         | 0                                         | 0                                         | 6                                         | 1                                         |                                           |
| 1962                                      | Tweede                                    | 2                                         | 1                                         | 0                                         | 1                                         | 4                                         | 5                                         |                                           |
| 1963                                      | Derde                                     | 2                                         | 1                                         | 0                                         | 1                                         | 4                                         | 5                                         | (Kwal.)                                   |
| 1965                                      | Teruggetrokken (na kwalificatie)          | Teruggetrokken (na kwalificatie)          | Teruggetrokken (na kwalificatie)          | Teruggetrokken (na kwalificatie)          | Teruggetrokken (na kwalificatie)          | Teruggetrokken (na kwalificatie)          | Teruggetrokken (na kwalificatie)          | Teruggetrokken (na kwalificatie)          |
| 1968                                      | Teruggetrokken                            | Teruggetrokken                            | Teruggetrokken                            | Teruggetrokken                            | Teruggetrokken                            | Teruggetrokken                            | Teruggetrokken                            | Teruggetrokken                            |
| 1970                                      | Derde                                     | 5                                         | 3                                         | 1                                         | 1                                         | 10                                        | 5                                         | (Kwal.)                                   |
|                                           |                                           |                                           |                                           |                                           |                                           |                                           |                                           |                                           |
| 1972                                      | Niet gekwalificeerd                       | Niet gekwalificeerd                       | Niet gekwalificeerd                       | Niet gekwalificeerd                       | Niet gekwalificeerd                       | Niet gekwalificeerd                       | Niet gekwalificeerd                       | Niet gekwalificeerd                       |
| 1974                                      | Derde                                     | 5                                         | 4                                         | 0                                         | 1                                         | 13                                        | 5                                         |                                           |
| 1976                                      | Vierde                                    | 6                                         | 1                                         | 2                                         | 3                                         | 9                                         | 12                                        | (Kwal.)                                   |
| 1978                                      | Niet gekwalificeerd                       | Niet gekwalificeerd                       | Niet gekwalificeerd                       | Niet gekwalificeerd                       | Niet gekwalificeerd                       | Niet gekwalificeerd                       | Niet gekwalificeerd                       | Niet gekwalificeerd                       |
| 1980                                      | Vierde                                    | 5                                         | 2                                         | 1                                         | 2                                         | 6                                         | 7                                         | (Kwal.)                                   |
| 1982                                      | Teruggetrokken                            | Teruggetrokken                            | Teruggetrokken                            | Teruggetrokken                            | Teruggetrokken                            | Teruggetrokken                            | Teruggetrokken                            | Teruggetrokken                            |
| 1984                                      | Vierde                                    | 5                                         | 2                                         | 2                                         | 1                                         | 6                                         | 6                                         | (Kwal.)                                   |
| 1986                                      | Kampioen                                  | 5                                         | 3                                         | 1                                         | 1                                         | 5                                         | 1                                         |                                           |
| 1988                                      | Groepsfase                                | 3                                         | 1                                         | 1                                         | 1                                         | 3                                         | 1                                         |                                           |
| 1990                                      | Groepsfase                                | 3                                         | 0                                         | 0                                         | 3                                         | 1                                         | 6                                         | (Kwal.)                                   |
| 1992                                      | Groepsfase                                | 2                                         | 0                                         | 0                                         | 2                                         | 0                                         | 2                                         | (Kwal.)                                   |

| Afrikaans kampioenschap voetbal overzicht | Afrikaans kampioenschap voetbal overzicht | Afrikaans kampioenschap voetbal overzicht | Afrikaans kampioenschap voetbal overzicht | Afrikaans kampioenschap voetbal overzicht | Afrikaans kampioenschap voetbal overzicht | Afrikaans kampioenschap voetbal overzicht | Afrikaans kampioenschap voetbal overzicht | Afrikaans kampioenschap voetbal overzicht |
| Jaar                                      | Ronde                                     | Wed.                                      | W                                         | G                                         | V                                         | DV                                        | DT                                        | Kwal                                      |
| ----------------------------------------- | ----------------------------------------- | ----------------------------------------- | ----------------------------------------- | ----------------------------------------- | ----------------------------------------- | ----------------------------------------- | ----------------------------------------- | ----------------------------------------- |
| 1994                                      | Kwartfinale                               | 3                                         | 1                                         | 1                                         | 1                                         | 4                                         | 1                                         | (Kwal.)                                   |
| 1996                                      | Kwartfinale                               | 4                                         | 2                                         | 0                                         | 2                                         | 5                                         | 6                                         | (Kwal.)                                   |
| 1998                                      | Kampioen                                  | 6                                         | 4                                         | 1                                         | 1                                         | 10                                        | 1                                         | (Kwal.)                                   |
| 2000                                      | Kwartfinale                               | 4                                         | 3                                         | 0                                         | 1                                         | 7                                         | 3                                         |                                           |
| 2002                                      | Kwartfinale                               | 4                                         | 2                                         | 0                                         | 2                                         | 3                                         | 3                                         | (Kwal.)                                   |
| 2004                                      | Groepsfase                                | 3                                         | 1                                         | 1                                         | 1                                         | 3                                         | 3                                         | (Kwal.)                                   |
| 2006                                      | Kampioen                                  | 6                                         | 4                                         | 2                                         | 0                                         | 12                                        | 3                                         |                                           |
| 2008                                      | Kampioen                                  | 6                                         | 5                                         | 1                                         | 0                                         | 15                                        | 5                                         | (Kwal.)                                   |
| 2010                                      | Kampioen                                  | 6                                         | 6                                         | 0                                         | 0                                         | 15                                        | 2                                         | (Kwal.)                                   |
| 2012                                      | Niet gekwalificeerd                       | Niet gekwalificeerd                       | Niet gekwalificeerd                       | Niet gekwalificeerd                       | Niet gekwalificeerd                       | Niet gekwalificeerd                       | Niet gekwalificeerd                       | Niet gekwalificeerd                       |
| 2013                                      | Niet gekwalificeerd                       | Niet gekwalificeerd                       | Niet gekwalificeerd                       | Niet gekwalificeerd                       | Niet gekwalificeerd                       | Niet gekwalificeerd                       | Niet gekwalificeerd                       | Niet gekwalificeerd                       |
| 2015                                      | Niet gekwalificeerd                       | Niet gekwalificeerd                       | Niet gekwalificeerd                       | Niet gekwalificeerd                       | Niet gekwalificeerd                       | Niet gekwalificeerd                       | Niet gekwalificeerd                       | Niet gekwalificeerd                       |
| 2017                                      | Tweede                                    | 6                                         | 3                                         | 2                                         | 1                                         | 5                                         | 3                                         | (Kwal.)                                   |
| 2019                                      | Achtste finale                            | 4                                         | 3                                         | 0                                         | 1                                         | 5                                         | 1                                         | (Kwal.)                                   |
| 2021                                      | Tweede                                    | 7                                         | 3                                         | 3                                         | 1                                         | 4                                         | 2                                         | (Kwal.)                                   |
| 2023                                      | Achtste finale                            | 4                                         | 0                                         | 4                                         | 0                                         | 7                                         | 7                                         | (Kwal.)                                   |
| 2025                                      |                                           |                                           |                                           |                                           |                                           |                                           |                                           | (Kwal.)                                   |

### African Championship of Nations
| African Championship of Nations overzicht | African Championship of Nations overzicht | African Championship of Nations overzicht | African Championship of Nations overzicht | African Championship of Nations overzicht | African Championship of Nations overzicht | African Championship of Nations overzicht | African Championship of Nations overzicht | African Championship of Nations overzicht |
| Jaar                                      | Ronde                                     | Wed.                                      | W                                         | G                                         | V                                         | DV                                        | DT                                        | Kwal                                      |
| ----------------------------------------- | ----------------------------------------- | ----------------------------------------- | ----------------------------------------- | ----------------------------------------- | ----------------------------------------- | ----------------------------------------- | ----------------------------------------- | ----------------------------------------- |
| 2009                                      | Teruggetrokken                            | Teruggetrokken                            | Teruggetrokken                            | Teruggetrokken                            | Teruggetrokken                            | Teruggetrokken                            | Teruggetrokken                            | Teruggetrokken                            |
| 2011–2016                                 | Geen deelname                             | Geen deelname                             | Geen deelname                             | Geen deelname                             | Geen deelname                             | Geen deelname                             | Geen deelname                             | Geen deelname                             |
| 2018                                      | Niet gekwalificeerd                       | Niet gekwalificeerd                       | Niet gekwalificeerd                       | Niet gekwalificeerd                       | Niet gekwalificeerd                       | Niet gekwalificeerd                       | Niet gekwalificeerd                       | Niet gekwalificeerd                       |
| 2020                                      | Geen deelname                             | Geen deelname                             | Geen deelname                             | Geen deelname                             | Geen deelname                             | Geen deelname                             | Geen deelname                             | Geen deelname                             |

| Arab Nations Cup overzicht | Arab Nations Cup overzicht | Arab Nations Cup overzicht | Arab Nations Cup overzicht | Arab Nations Cup overzicht | Arab Nations Cup overzicht | Arab Nations Cup overzicht | Arab Nations Cup overzicht | Arab Nations Cup overzicht |
| Jaar                       | Ronde                      | Wed.                       | W                          | G                          | V                          | DV                         | DT                         |                            |
| -------------------------- | -------------------------- | -------------------------- | -------------------------- | -------------------------- | -------------------------- | -------------------------- | -------------------------- | -------------------------- |
| 1988                       | Derde                      | 6                          | 3                          | 2                          | 1                          | 6                          | 0                          |                            |
| 1992                       | Kampioen                   | 4                          | 3                          | 1                          | 0                          | 5                          | 3                          |                            |
| 1998                       | Groepsfase                 | 2                          | 1                          | 0                          | 1                          | 3                          | 5                          |                            |
| 2002                       | Geen deelname              | Geen deelname              | Geen deelname              | Geen deelname              | Geen deelname              | Geen deelname              | Geen deelname              |                            |
| 2012                       | Groepsfase                 | 3                          | 0                          | 2                          | 1                          | 3                          | 4                          |                            |
| FIFA Arab Cup overzicht    |                            |                            |                            |                            |                            |                            |                            |                            |
| 2021                       | Vierde                     | 6                          | 3                          | 1                          | 2                          | 10                         | 3                          |                            |

| Palestina Cup (1972–1977) | Palestina Cup (1972–1977) | Palestina Cup (1972–1977) | Palestina Cup (1972–1977) | Palestina Cup (1972–1977) | Palestina Cup (1972–1977) | Palestina Cup (1972–1977) | Palestina Cup (1972–1977) | Palestina Cup (1972–1977) |
| Jaar                      | Ronde                     | Wed.                      | W                         | G                         | V                         | DV                        | DT                        |                           |
| ------------------------- | ------------------------- | ------------------------- | ------------------------- | ------------------------- | ------------------------- | ------------------------- | ------------------------- | ------------------------- |
| 1972                      | Kampioen                  | 5                         | 3                         | 2                         | 0                         | 10                        | 4                         |                           |
| 1973                      | Groepsfase                | 4                         | 2                         | 0                         | 2                         | ?                         | ?                         |                           |
| 1975                      | Kampioen                  | 4                         | 4                         | 0                         | 0                         | 11                        | 2                         |                           |

## Huidige selectie
De volgende spelers werden opgeroepen voor het WK-kwalificatieduel tegen Sierra Leone.
Interlands en doelpunten bijgewerkt tot en met de wedstrijd tegen Ethiopië (0-2) op 21 maart 2025.
| Nr.         | Naam                 | W.  | D. | Club             |
| ----------- | -------------------- | --- | -- | ---------------- |
| Doel        |                      |     |    |                  |
| 1           | Mohamed El Shenawy   | 62  | 0  | Al-Ahly          |
| 16          | Mohamed Awad         | 4   | 0  | Zamalek          |
| 23          | Mostafa Shobeir      | 1   | 0  | Al-Ahly          |
|             | Abdelaziz El Balouti | 0   | 0  | National Bank SC |
| Verdediging |                      |     |    |                  |
| 2           | Khaled Sobhi         | 3   | 0  | Al-Masry         |
| 3           | Mohamed Hany         | 24  | 0  | Al-Ahly          |
| 4           | Hossam Abdelmaguid   | 2   | 0  | Zamalek          |
| 5           | Ramy Rabia           | 32  | 5  | Al-Ahly          |
| 6           | Mohamed Abdelmonem   | 32  | 3  | OGC Nice         |
| 12          | Ahmed Eid            | 3   | 0  | Al-Masry         |
| Middenveld  |                      |     |    |                  |
| 8           | Mahmoud Saber        | 3   | 0  | Smouha SC        |
| 13          | Mohamed Shehata      | 3   | 0  | Zamalek          |
| 14          | Hamdy Fathy          | 48  | 3  | Al-Wakrah        |
| 15          | Ahmed Nabil Koka     | 6   | 0  | Al-Ahly          |
| 17          | Donga                | 9   | 0  | Zamalek          |
| 19          | Marwan Attia         | 20  | 0  | Al-Ahly          |
| Aanval      |                      |     |    |                  |
| 7           | Trézéguet            | 81  | 22 | Al-Rayyan        |
| 9           | Osama Faisal         | 9   | 0  | National Bank SC |
| 10          | Mohamed Salah        | 103 | 58 | Liverpool        |
| 11          | Mostafa Mohamed      | 46  | 13 | FC Nantes        |
| 18          | Mostafa Fathi        | 34  | 3  | Pyramids FC      |
| 20          | Ibrahim Adel         | 13  | 2  | Pyramids FC      |
| 21          | Zizo                 | 45  | 3  | Zamalek          |
| 22          | Omar Marmoush        | 36  | 6  | Manchester City  |

## FIFA-wereldranglijst[3]
| 1993 | 1994 | 1995 | 1996 | 1997 | 1998 | 1999 | 2000 | 2001 | 2002 | 2003 | 2004 | 2005 | 2006 | 2007 | 2008 | 2009 | 2010 | 2011 | 2012 | 2013 | 2014 | 2015 | 2016 | 2017 | 2018 | 2019 | 2020 |
| ---- | ---- | ---- | ---- | ---- | ---- | ---- | ---- | ---- | ---- | ---- | ---- | ---- | ---- | ---- | ---- | ---- | ---- | ---- | ---- | ---- | ---- | ---- | ---- | ---- | ---- | ---- | ---- |
| 26   | 22   | 23   | 28   | 32   | 28   | 38   | 33   | 41   | 39   | 32   | 34   | 32   | 27   | 39   | 16   | 24   | 9    | 31   | 41   | 41   | 60   | 57   | 36   | 31   | 56   | 51   | 49   |

## Selecties

### Afrika Cup
| Doel        |                     |  |  |                      |
| 1           | Essam El-Hadary     |  |  | Wadi Degla           |
| 16          | Sherif Ekramy       |  |  | Al-Ahly              |
| 23          | Ahmed El-Shenawy    |  |  | Zamalek              |
| Verdediging |                     |  |  |                      |
| 2           | Ali Gabr            |  |  | Zamalek              |
| 3           | Ahmed Elmohamady    |  |  | Aston Villa          |
| 6           | Ahmed Hegazy        |  |  | West Bromwich Albion |
| 15          | Karim Hafez         |  |  | RC Lens              |
| 20          | Saad Samir          |  |  | Al-Ahly              |
| Middenveld  |                     |  |  |                      |
| 4           | Omar Gaber          |  |  | FC Basel             |
| 5           | Ibrahim Salah       |  |  | Zamalek              |
| 7           | Ahmed Fathy         |  |  | Al-Ahly              |
| 8           | Tarek Hamed         |  |  | Zamalek              |
| 10          | Mohamed Salah       |  |  | Liverpool            |
| 11          | Mahmoud Kahraba     |  |  | Ittihad              |
| 13          | Mohamed Abdel-Shafy |  |  | Al-Ahli              |
| 14          | Ramadan Sobhi       |  |  | Stoke City           |
| 17          | Mohamed Elneny      |  |  | Arsenal              |
| 19          | Abdallah El Said    |  |  | Al-Ahly              |
| 21          | Mahmoud Hassan      |  |  | Kasımpaşa            |
| 22          | Amr Warda           |  |  | Panetolikos          |
| Aanval      |                     |  |  |                      |
| 9           | Ahmed Hassan        |  |  | SC Braga             |
| 18          | Marwan Mohsen       |  |  | Ismaily              |

EFA · A-internationals · Selecties · Bondscoaches · Egyptisch vrouwenelftal · Olympisch elftal · Egypte U21 · Egypte U20 · Egypte U19 · Egypte U18 · Egypte U17
1920 – 1929 · 
1930 – 1939 · 
1940 – 1949 · 
1950 – 1959 · 
1960 – 1969 · 
1970 – 1979 · 
1980 – 1989 · 
1990 – 1999 · 
2000 – 2009 · 
2010 – 2019 ·
2020 − 2029
WK 1934 · 
WK 1990 · 
WK 2018
OS 1924 · 
OS 1928 · 
OS 1936 · 
OS 1948 · 
OS 1952 · 
OS 1960 · 
OS 1964 · 
OS 1968 · 
OS 1992 · 
OS 2012 · 
OS 2020
1920 · 
1921–1923 · 
1924 · 
1925–1927 · 
1928 · 
1929–1931 · 
1932 · 
1933 · 
1934 · 
1935 · 
1936 · 
1937–1947 · 
1948 · 
1949 · 
1950 · 
1952 · 
1952 · 
1953 · 
1954 · 
1955 · 
1956 · 
1957 · 
1958 · 
1959 · 
1960 · 
1961 · 
1962 · 
1963 · 
1964 · 
1965 · 
1966 · 
1967 · 
1968 · 
1969 · 
1970 · 
1971 · 
1972 · 
1973 · 
1974 · 
1975 · 
1976 · 
1977 · 
1978 · 
1979 · 
1980 · 
1981 · 
1982 · 
1983 · 
1984 · 
1985 · 
1986 · 
1987 · 
1988 · 
1989 · 
1990 · 
1991 · 
1992 · 
1993 · 
1994 · 
1995 · 
1996 · 
1997 · 
1998 · 
1999 · 
2000 · 
2001 · 
2002 · 
2003 · 
2004 · 
2005 · 
2006 · 
2007 · 
2008 · 
2009 · 
2010 · 
2011 · 
2012 ·
2013 ·
2014 ·
2015 ·
2016 ·
2017 ·
2018 ·
2019 ·
2020 ·
2021 ·
2022 ·
2023 ·
2024
Algerije ·
Angola ·
Argentinië ·
Australië ·
Bahrein ·
België ·
Benin ·
Bolivia ·
Bosnië en Herzegovina ·
Botswana ·
Brazilië ·
Bulgarije ·
Burkina Faso ·
Burundi ·
Canada ·
Centraal-Afrikaanse Republiek ·
Chili ·
China ·
Colombia ·
Comoren ·
Congo-Brazzaville ·
Congo-Kinshasa ·
DDR ·
Denemarken ·
Djibouti ·
Duitsland ·
Engeland ·
Equatoriaal-Guinea ·
Estland ·
Ethiopië ·
Finland ·
Frankrijk ·
Gabon ·
Georgië ·
Ghana ·
Griekenland ·
Guinee ·
Guinee-Bissau ·
Hongarije ·
Ierland ·
Indonesië ·
Irak ·
Iran ·
Italië ·
Ivoorkust ·
Jamaica ·
Japan ·
Jemen ·
Joegoslavië ·
Jordanië ·
Kaapverdië ·
Kameroen ·
Kenia ·
Koeweit ·
Kroatië ·
Libanon ·
Liberia ·
Libië ·
Litouwen ·
Luxemburg ·
Madagaskar ·
Malawi ·
Mali ·
Malta ·
Marokko ·
Mauritanië ·
Mauritius ·
Mexico ·
Mozambique ·
Namibië ·
Nederland ·
Nieuw-Zeeland ·
Niger ·
Nigeria ·
Noord-Korea ·
Noord-Macedonië ·
Noorwegen ·
Oeganda ·
Oman ·
Oostenrijk ·
Palestina ·
Polen ·
Portugal ·
Qatar ·
Roemenië ·
Rusland ·
Rwanda ·
Saoedi-Arabië ·
Schotland ·
Senegal ·
Sierra Leone ·
Slowakije ·
Soedan ·
Somalië ·
Spanje ·
Swaziland ·
Syrië ·
Tanzania ·
Thailand ·
Togo ·
Trinidad en Tobago ·
Tsjaad ·
Tsjecho-Slowakije ·
Tunesië ·
Turkije ·
Uruguay ·
Verenigde Arabische Emiraten ·
Verenigde Staten ·
Wit-Rusland ·
Zambia ·
Zimbabwe ·
Zuid-Afrika ·
Zuid-Jemen ·
Zuid-Korea ·
Zuid-Soedan ·
Zweden ·
Zwitserland
Kameroen (2017) ·
Rusland (2018) ·
Saoedi-Arabië (2018) ·
Uruguay (2018)